# Final do Campeonato Carioca de Futebol de 2024
A final do Campeonato Carioca de 2024 foi a decisão da 127.ª edição do Campeonato Carioca de Futebol, também apelidado de "Cariocão", torneio profissional masculino organizado anualmente pela Federação de Futebol do Estado do Rio de Janeiro (FERJ). Ela foi realizada entre 30 de março e 7 de abril, sendo disputada por Flamengo, do Rio de Janeiro, e Nova Iguaçu, da cidade homônima. Os cariocas venceram os iguaçuanos por 4–0 no placar agregado, sagrando-se campeões, num confronto inédito em decisões do torneio.

## Antecedentes e caminhos até à final

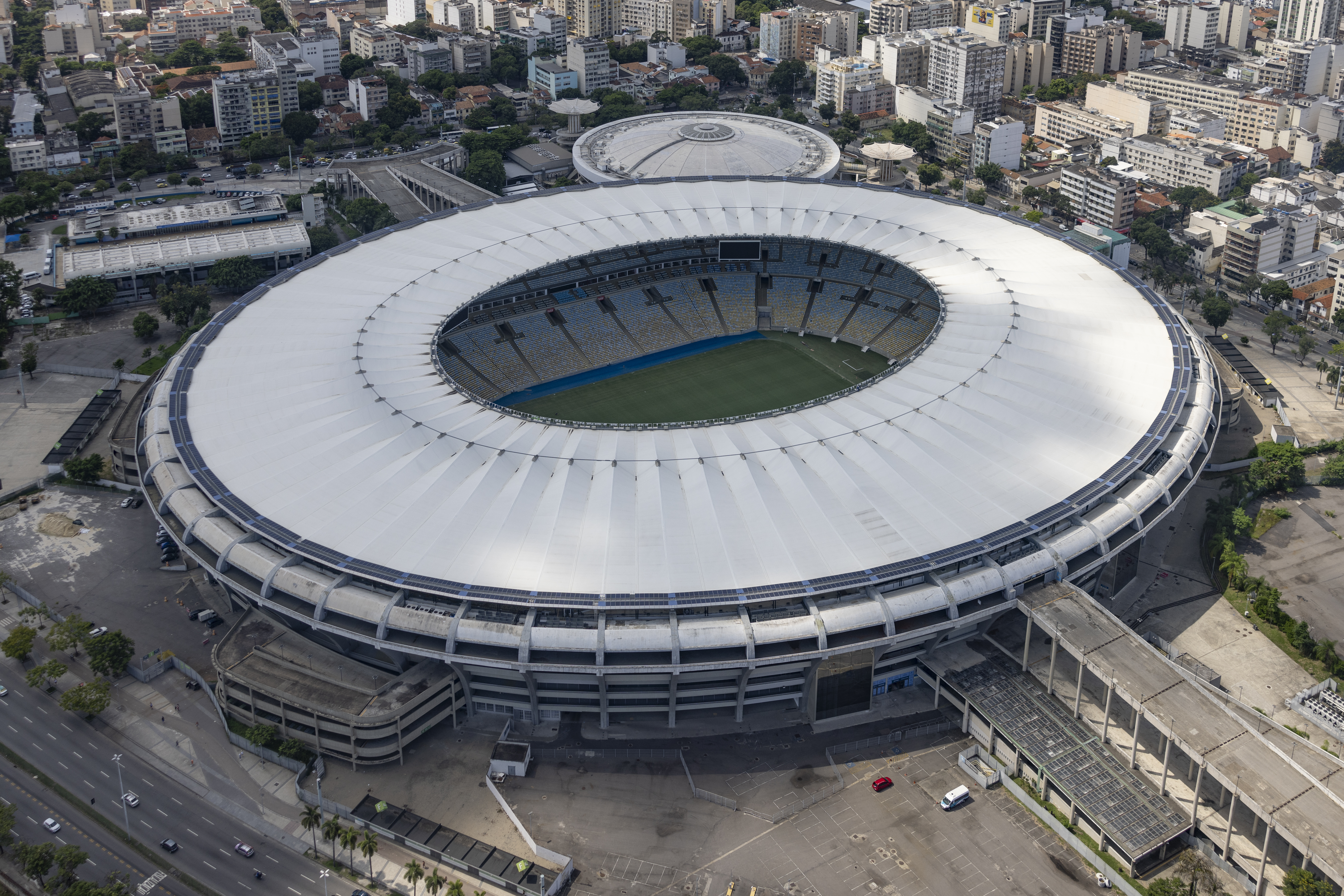
O Estádio do Maracanã (imagem) foi escolhido como o palco das duas partidas.

O Flamengo buscava seu 38.° título, enquanto o Nova Iguaçu buscava seu 1.° título. Essa foi a primeira vez desde 1966 que o Mengão enfrentou na decisão uma equipe fora do Botafogo, Fluminense e Vasco da Gama, quando perdeu para o Bangu por 3–0, sendo esta a última conquista de um clube fora dos quatro mencionados. Enquanto isso, foi a primeira decisão da história da Laranja da Baixada, fundada em 1990. As equipes se enfrentaram em 13 oportunidades, sendo a primeira válida pelo Campeonato Carioca de 2006, na qual o Nova Iguaçu venceu por 1–0, sua primeira e única vitória no confronto. Na primeira fase desta edição, os clubes se enfrentaram apenas pela 2.ª rodada, em um empate por 1–1 em João Pessoa, Paraíba. O Estádio do Maracanã também foi definido como o palco das duas partidas.
O Nova Iguaçu chegou à decisão com apenas uma derrota na competição. Estreou em 18 de janeiro contra o Sampaio Corrêa-RJ, vencendo por 2–1, e após o empate com o Flamengo, venceu o Bangu por 3–2. Depois seguiram-se uma derrota de goleada para o Fluminense por 3–0, uma vitória por 2–0 frente o Vasco, um empate por 2–2 com o Botafogo, uma vitória por 1–0 frente o Madureira, um empate por 1–1 com o Boavista, e três vitórias seguidas por 2–1 frente o Audax Rio, Portuguesa Carioca e Volta Redonda, respectivamente. Nas semifinais, enfrentou novamente o Vasco, onde no primeiro jogo empatou por 1–1 e no segundo venceu por 1–0, garantindo uma vaga na decisão pela primeira vez na história, e a primeira vez desde 2006 que um clube fora de Botafogo, Flamengo, Fluminense e Vasco chegaram à decisão.
O Flamengo, por sua vez, chegou à decisão invicto na competição. Estreou em 17 de janeiro contra o Audax Rio, goleando-o por 4–0, e após o empate com o Nova Iguaçu, empatou desta vez com a Portuguesa Carioca por 0–0. Depois seguiram-se uma vitória por 2–0 frente o Sampaio Corrêa-RJ, um empate por 0–0 com o Vasco, uma vitória por 1–0 frente o Botafogo, uma goleada por 3–0 frente o Volta Redonda (jogo adiado) e Bangu, respectivamente, uma goleada por 4–0 frente o Boavista, uma vitória por 2–0 frente o Fluminense, e uma goleada por 3–0 frente o Madureira, também conquistando o título da Taça Guanabara. Nas semifinais, enfrentou novamente o Fluminense, onde no primeiro jogo venceu por 2–0 e no segundo um empate sem gols, garantindo uma vaga na decisão pela sexta edição consecutiva.
| Flamengo          | Flamengo  | Rodada                         | Nova Iguaçu       | Nova Iguaçu |
| Oponente          | Resultado | Rodada                         | Oponente          | Resultado   |
| ----------------- | --------- | ------------------------------ | ----------------- | ----------- |
| Audax Rio         | 4 – 0     | Taça Guanabara (primeira fase) | Sampaio Corrêa-RJ | 2 – 1       |
| Nova Iguaçu       | 1 – 1     | Taça Guanabara (primeira fase) | Flamengo          | 1 – 1       |
| Volta Redonda     | 3 – 0     | Taça Guanabara (primeira fase) | Bangu             | 3 – 2       |
| Portuguesa-RJ     | 0 – 0     | Taça Guanabara (primeira fase) | Fluminense        | 0 – 3       |
| Sampaio Corrêa-RJ | 2 – 0     | Taça Guanabara (primeira fase) | Vasco da Gama     | 2 – 0       |
| Vasco da Gama     | 0 – 0     | Taça Guanabara (primeira fase) | Botafogo          | 2 – 2       |
| Botafogo          | 1 – 0     | Taça Guanabara (primeira fase) | Madureira         | 1 – 0       |
| Bangu             | 3 – 0     | Taça Guanabara (primeira fase) | Boavista-RJ       | 1 – 1       |
| Boavista-RJ       | 4 – 0     | Taça Guanabara (primeira fase) | Audax Rio         | 2 – 1       |
| Fluminense        | 2 – 0     | Taça Guanabara (primeira fase) | Portuguesa-RJ     | 2 – 1       |
| Madureira         | 3 – 0     | Taça Guanabara (primeira fase) | Volta Redonda     | 2 – 1       |
| Fluminense        | 2 – 0     | Semifinal (ida e volta)        | Vasco da Gama     | 1 – 1       |
| Fluminense        | 0 – 0     | Semifinal (ida e volta)        | Vasco da Gama     | 1 – 0       |

Legenda:      Vitória —      Empate —      Derrota

### Arbitragem
Em uma reunião realizada em 27 de março, a FERJ definiu o quadro de arbitragem para a decisão: o primeiro jogo seria apitado por Alex Gomes Stéfano e o segundo seria apitado por Bruno Mota Correia. O VAR seria comandado por Rodrigo Carvalhaes de Miranda, nos dois jogos.

## Primeira partida
A primeira partida da final do Campeonato Carioca de Futebol de 2024 iniciou às 17h00 (horário de Brasília) embaixo de sol, para um público de 43.778 espectadores, com a grande maioria sendo torcedores do Flamengo.
Na véspera da partida, o Flamengo anunciou a contratação do jogador Carlinhos, do Nova Iguaçu, pelo valor de € 600 mil euros (R$ 3,2 milhões). O jogador passaria a atuar pelo clube rubro-negro após a decisão.

### Primeiro tempo
O time carioca iniciou pressionando fortemente pelo lado esquerdo, com Everton Cebolinha arriscando jogadas individuais. Aos três minutos, Carlinhos, da equipe iguaçuana, cabeceou para fora após cruzamento da esquerda. Aos quatro minutos, Cebolinha driblou Yago e finalizou com perigo, e aos seis minutos, Luiz Araújo demorou a se decidir e permitiu a defesa do Nova Iguaçu cortar. Aos sete minutos, Carlinhos arriscou de fora da àrea e passou por cima da trave. O Flamengo quase abriu o placar aos nove minutos, Pedro, após uma cobrança de escanteio, desviou de letra para Fabrício, goleiro do Nova Iguaçu, defender. Na sequência, em novo levantamento para a àrea, Fabrício Bruno ganhou pelo alto e acertou a bola na trave antes dela sair.
O Nova Iguaçu não abriu mão de suas características e tentou jogar. Na velocidade de Bill, a equipe encaixou alguns contra-ataques. Carlinhos tentou cabecear de fora da área, mas sem sucesso. Aos 12 minutos, Cebolinha teve espaço para avançar, mas errou o toque para Arrascaeta, que invadiu a área. Aos 17 minutos, Ayrton Lucas se lançou na área pela esquerda e foi derrubado por Albert, sendo apitado pênalti para o Flamengo, e aos 20 minutos, Pedro abriu o placar. Aos 32 minutos, Xandinho, do Nova Iguaçu, arriscou da entrada da área e Rossi, goleiro do Flamengo, mandou para escanteio. Aos 41 minutos, Luiz Araújo ganhou pela direita e cruzou para Pedro, para Fabrício fazer uma grande defesa. No rebote, Cebolinha tentou driblar o goleiro, que evitou e travou o atacante.
O Nova Iguaçu também ameaçou e, aos 45 minutos, Yan arriscou de fora da área e obrigou o goleiro do Flamengo a fazer uma boa defesa. No escanteio, Sérgio Raphael mandou por cima e se antecipou à Yan, mas o desvio de cabeça não teve direção ao gol. O Flamengo respondeu aos 48 minutos com Varela, que cruzou para a área e a zaga do Nova Iguaçu desviou. Depois, Arrascaeta ganhou pelo alto e Pedro, então, ampliou o placar. Contudo, o gol foi anulado após uma análise do VAR.

### Segundo tempo
Logo aos 7 minutos, Luiz Araújo fez um lançamento longo para Cebolinha, que foi até ao lado esquerdo da linha de fundo e cruzou na pequena área para Pedro se esticar e ampliar o placar para 2–0, além de marcar o 13.000 gol da história da equipe rubro-negra. Depois do segundo gol, o Flamengo passou a atuar de forma confortável diante de um Nova Iguaçu que não conseguia ameaçar a defesa rubro-negra. Aos 23 minutos, Luiz Araújo lançou um cruzamento porém Pedro não conseguiu alcançar. Um minuto depois, Luiz Araújo cruzou pela direita e Bruno Henrique cabeceou para fora. Aos 31 minutos, Arrascaeta fez jogada pela direita e deu passe para Pedro, que tirou de Gabriel Pinheiro e tentou dar chapéu em Ronald, que se esticou completamente para não levar o drible, mas que acabou por marcar contra, ampliando o placar para 3–0. Aos 42 minutos, Victor Hugo, substituto de Luiz Araújo, quase marcou o quarto gol da equipe rubro-negra porém o goleiro Fabrício defendeu, e aos 46 minutos, Fabrício defendeu um desvio de Bruno Henrique, assim encerrando a partida.
Ao término do jogo, a torcida rubro-negra aplaudiu bastante a equipe que completou 12 jogos sem levar gols, uma série histórica no clube. Além disso, os torcedores manifestaram apoio à Gabigol, suspenso por fraudar o exame antidoping, gritando "Ah, é Gabigol!", junto de três mil adesivos escritos com #FechadoComGabigol distribuídos pelo setor Norte do estádio, um pouco antes do início da decisão. Gabigol gostou da homenagem e postou no Twitter (atual X) uma foto com um bandeirão da torcida escrevendo: "Nós. Por nós. Pelos nossos".

### Detalhes
| 30 de março   | Nova Iguaçu | 0 – 3                      | Flamengo                                  | Estádio do Maracanã, Rio de Janeiro                                   |
| 17:00 (UTC−3) |             | Súmula (FERJ) ge Soccerway | Pedro 20' (pen.), 52' · Ronald 76' (g.c.) | Público: 43 778 Renda: R$ 3 853 735,00 Árbitro: RJ Alex Gomes Stéfano |

| Nova Iguaçu | Flamengo |

| G            | 1  | Fabricio           |     |     |
| LD           | 4  | Yan Silva          |     | 87' |
| Z            | 2  | Gabriel Pinheiro   |     |     |
| Z            | 6  | Sérgio Raphael     |     | 74' |
| LE           | 3  | Maicon Esquerdinha |     | 63' |
| V            | 5  | Igor Fraga         | 31' | 63' |
| V            | 8  | Albert             | 18' |     |
| M            | 11 | Yago Ferreira      |     |     |
| A            | 10 | Bill               |     |     |
| A            | 9  | Carlinhos          |     |     |
| A            | 7  | Xandinho           |     | 63' |
| Substitutos: |    |                    |     |     |
| G            | 12 | Caio Borges        |     |     |
| G            | 31 | Matheus Miranda    |     |     |
| LD           | 14 | Matheus Alves      |     | 87' |
| V            | 13 | Sidney             |     | 63' |
| V            | 15 | Fernandinho        |     | 63' |
| V            | 16 | Ronald             |     | 74' |
| V            | 17 | João Victor        |     |     |
| M            | 21 | Lucas Cruz         |     |     |
| A            | 18 | Maxsuell Alegria   |     | 63' |
| A            | 19 | Marllon            |     |     |
| A            | 20 | Lucas Campos       |     |     |
| A            | 22 | Emerson Carioca    |     |     |
| Técnico:     |    |                    |     |     |
| Kal          |    |                    |     |     |

| G            | 1  | Rossi             |     |     |
| LD           | 2  | Varela            | 22' |     |
| Z            | 15 | Fabrício Bruno    |     |     |
| Z            | 4  | Leo Pereira       |     |     |
| LE           | 6  | Ayrton Lucas      |     |     |
| V            | 5  | Erick             | 58' | 74' |
| M            | 18 | De la Cruz        |     | 63' |
| M            | 14 | De Arrascaeta     |     | 82' |
| M            | 7  | Luiz Araújo       |     | 82' |
| A            | 9  | Pedro             |     |     |
| A            | 11 | Everton           |     | 74' |
| Substitutos: |    |                   |     |     |
| G            | 25 | Matheus Cunha     |     |     |
| Z            | 23 | David Luiz        |     |     |
| Z            | 3  | Léo Ortiz         |     |     |
| Z            | 33 | Cleiton           |     |     |
| LE           | 17 | Matías Viña       |     |     |
| Z            | 48 | Igor Jesus        |     | 74' |
| M            | 52 | Evertton Araújo   |     |     |
| V            | 21 | Allan             |     | 63' |
| M            | 29 | Victor Hugo       |     | 82' |
| A            | 20 | Matheus Gonçalves |     | 82' |
| A            | 27 | Bruno Henrique    |     | 74' |
| A            | 19 | Lorran            |     |     |
| Técnico:     |    |                   |     |     |
| Tite         |    |                   |     |     |

| Árbitros assistentes: RJ Thiago Henrique Neto Corrêa Farinha RJ Thiago Rosa de Oliveira Esposito Quarto árbitro: RJ Rafael Martins de Sá Quinto árbitro: RJ Diego Luiz Couto Barcelos | Árbitro de vídeo: RJ Rodrigo Carvalhães de Miranda Árbitro assistente de vídeo 1: RJ Silbert Faria Sisquim Árbitro assistente de vídeo 2: RJ Paulo Renato Moreira da Silva Coelho |
| Regulamento: - 90 minutos - Doze jogadores substitutos - Máximo de cinco substituições                                                                                                | |

## Segunda partida
A segunda partida da final do Campeonato Carioca de Futebol de 2024 iniciou também às 17h00 (horário de Brasília) embaixo de sol, para um público total de 65.757 espectadores, com a grande maioria sendo torcedores do Flamengo. Foi registrado mais de 60.490 espectadores pagantes, batendo recorde na temporada 2024, que antes pertencia também ao Flamengo, mas na vitória por 3–0 frente o Madureira, que registrou 60.292 pagantes.
Os torcedores flamenguistas se demonstravam confiantes antes do início da partida, comprando várias faixas de campeão acreditando na vantagem conquistada na primeira partida. Um grande mosaico em forma de camisa também foi levantado na entrada dos jogadores do Flamengo; com a campanha "Erga o Manto", falada ao longo da semana. Além disso, o goleiro rubro-negro Rossi foi homenageado por passar da marca de 1.134 minutos sem levar gols, a maior da história do clube, superando o recorde de Cantareli. Carlinhos, do Nova Iguaçu, chegou a constar como titular, porém, de última hora, foi cortado devido à ele ter sentido dores na coxa direita durante o aquecimento, ficando inapto para o jogo.

### Primeiro tempo
Nos primeiros minutos, o Nova Iguaçu iniciou melhor e tomou ações na partida, tentando ficar no campo de ataque em uma tentativa de arriscar. Aos 5 minutos, Albert, da equipe iguaçuana, arriscou de fora da área, porém Rossi espalmou para escanteio. Aos 10 minutos, Bill, num lance com Arrascaeta, acabou sentindo o joelho e precisou sair para ser atendido, mas mesmo após tentar retornar ao campo, não suportou as dores e foi substituído por Lucas Campos. A primeira chance de gol claro foi do Nova Iguaçu, quando em uma falha de Fabrício Bruno, Xandinho recebeu livre e tentou encobrir Rossi, porém a bola saiu por cima do gol. Aos 25 minutos, o árbitro paralisou a partida para a parada técnica obrigatória. Tite, técnico do Flamengo, aproveitou para reorganizar a equipe, enquanto Marcos Braz, técnico do Nova Iguaçu, pediu para a equipe manter a mesma intensidade em busca do gol.
Depois da paralisação, o Flamengo passou a ficar mais com a bola e a pressionar o Nova Iguaçu no campo de defesa, que não conseguia mais atacar. Mesmo com a pequena melhora, a equipe rubro-negra não conseguiu ter grandes chances. O primeiro tempo seguiu morno até os momentos finais, quando em uma arrancada de Ayrton Lucas pela esquerda, o lateral deu passe para Cebolinha, que acertou a bola no travessão. Logo em seguida, aos 47 minutos, Arrascaeta disparou pelo meio, invadiu a área e chutou de perna esquerda, contudo o goleiro Fabrício defendeu. Aos 48 minutos, Xandinho chutou de longe e quase acertou a trave, porém a bola foi para fora, assim terminando o primeiro tempo.

### Segundo tempo
No intervalo, o Nova Iguaçu perdeu mais um jogador, Yago, que sentiu uma lesão e teve que ser substituído por Lucas Cruz, o que obrigou a equipe a restringir à apenas chutes de longa distância. Enquanto isso, o Flamengo realizou nenhuma substituição, mas com outra postura.
O Flamengo começou mais perigoso e aproveitou o lado esquerdo, e logo aos 2 minutos, Cebolinha acertou na trave pela segunda vez no jogo. Aos 5 minutos, Luiz Araújo chutou por cima do gol. Após isso, o Flamengo continuou a disperdiçar chances, e Arrascaeta recebeu passe de calcanhar de Pedro e chutou de perna esquerda, mas sem sucesso. Aos 9 minutos, o Nova Iguaçu tentou novamente com Xandinho, que tentou com um chute colocado mas sem sucesso também. Cebolinha, após passe de Pedro, recebeu livre de marcação e chutou por cima do goleiro Fabrício. Aos 15 minutos, de la Cruz roubou a bola no campo de defesa e foi para o ataque, com Cebolinha recebendo pela esquerda, indo para o meio e de la Cruz chutou para o gol. A bola passou pelo goleiro Fabrício, mas a defesa iguaçuana fez a cobertura e tirou quase em cima da linha do gol.
Devido às grandes chances disperdiçadas, a torcida do Flamengo passou à pedir para o Tite colocar Bruno Henrique, gritando na arquibancada: "Ah, é Bruno Henrique!", o que ele fez, entrando em campo aos 24 minutos no lugar de Cebolinha. O jogador Allan também entrou em campo, substituíndo Arrascaeta. Aos 27 minutos, Leo Pereira fez um lançamento para Ayrton Lucas, que foi no fundo e foi para trás. Bruno Henrique chutou de perna esquerda e abriu o placar, em seu primeiro toque na bola. A equipe do Nova Iguaçu cansou e o Flamengo continuou pressionando. Aos 32 minutos, Ayrton Lucas entrou pela esquerda e tinha Pedro sozinho na área, porém ele preferiu finalizar e Fabrício colocou para escanteio. Na cobrança, Pedro chutou e Fabrício defendeu. Aos 35 minutos, o Flamengo realizou mais três alterações, e com o passar do tempo, diminuiu o ritmo e trabalhou mais com o passe. Sem dar acréscimos, o árbitro terminou a partida.

### Pós-jogo e reações

Jogadores do Flamengo comemorando o título. Essa foi a primeira conquista relevante do clube desde 2022.

Após o apito final, a torcida rubro-negra comemorou bastante a conquista, que foi a primeira relevante do clube desde 2022. O Flamengo foi campeão invicto e bateu o recorde de equipe que menos sofreu gol na história do Campeonato Carioca, com apenas um gol sofrido em 14 partidas - média de 0,06 - superando o do Fluminense, que na edição de 1911 sofreu um gol em seis partidas, com uma média de 0,16. Tite celebrou seu primeiro título com o Flamengo desde sua chegada em outubro de 2023, afirmando que o título foi construído a cada partida e falou sobre "a dificuldade do Campeonato Carioca". Ele dedicou o título para o pai dele Genor Bachi, falecido em 2009. Além disso, entregou sua medalha de campeão para o técnico Carlos Victor e convidou a equipe do Nova Iguaçu para subirem no pódio e tirarem uma foto em conjunta com o troféu.
Entrevistado sobre ter dado à medalha, Tite disse que:
"Primeiro ele merece. Ele não tem todos os recursos que eu tenho, a estrutura que o Flamengo proporciona. Então, o melhor trabalho foi dele. Eu falei isso antes. Claro que eu quero uma medalha também depois. Mas em dois jogos não teve porrada, não teve bastidor, quem veio para as duas finais viu futebol."
Carlos Victor ficou surpreso com a homenagem, e exaltou o fato de Tite ter convidado a equipe iguaçuana para o pódio para uma foto conjunta, afirmando:
"Ser humano. Essa essência que a gente não pode perder, esse humanismo, essa química, esse respeito. Essa coisa que foi feita, dentro do Maracanã, ninguém nunca viu um gesto desse. E eu digo que sou um felizardo, de estar em um momento daquele, como tudo aconteceu. Ali, eu me senti um campeão. Sei que todos se sentiriam. Foi algo radiante, que emocionou e impactou as pessoas."

### Detalhes
| 7 de abril    | Flamengo           | 1 – 0         | Nova Iguaçu | Estádio do Maracanã, Rio de Janeiro                                   |
| 17:00 (UTC−3) | Bruno Henrique 72' | Súmula (FERJ) |             | Público: 65 757 Renda: R$ 3 723 555,00 Árbitro: RJ Bruno Mota Correia |

| Flamengo | Nova Iguaçu |